# Marvinova soba (1996.)
Marvinova soba je američki dramski film iz 1996. godine. Režirao ga je Jerry Zaks. Glumci su Meryl Streep, Leonardo DiCaprio, Diane Keaton, Robert De Niro, Hume Cronyn, Gwen Verdon, Hal Scardino i Dan Hedaya. Originalnu glazbu za film kompozirao je Rachel Portman. Carly Simon je napisao i otpjevao pjesmu "Two Little Sisters" s Meryl Streep kao vokale u pozadini.

## Radnja
Bessi (Diane Keaton) je skoro 20 godina živjela na Floridi, njegujući bolesnog oca Marvina i tetku Ruth. Nakon što su joj dijagnozirali rak s mogućnošću izlječenja ako primi transplantaciju od bliskog rođaka, glavna junakinja stupa u kontakt sa svojom sestrom Lee (Meryl Streep). Problem je taj što se one nikad nisu najbolje slagale, posebno otkad je otac Marvin obolio. Susret sa sestrom podsjeća je na sve emotivne promašaje i greške prošlosti koje mora ispraviti. 

## Uloge
- Meryl Streep kao Lee
- Leonardo DiCaprio kao Hank
- Diane Keaton kao Bessi
- Robert De Niro kao Dr. Wally
- Hume Cronyn kao Marvin
- Gwen Verdon kao Ruth
- Hal Scardino kao Charlie
- Dan Hedaya kao Bob
- Margo Martindale kao Dr. Charlotte

## Nagrade
Nominacije:
- Oskar za najbolju glumicu: Diane Keaton
- Zlatni globus za najbolju glumicu u drami: Meryl Streep
- Screen Actors Guild za najbolje uloge
- Screen Actors Guild: Diane Keaton
- Screen Actors Guild: Gwen Verdon
- Blockbuster Entertainment Award za najdražu glumicu u drami: Meryl Streep
- Golden Frog: Piotr Sobocinski
- Chlotrudis Award za najbolji film
- Chlotrudis Award za najbolju sporednu glumicu: Meryl Streep
- Chlotrudis Award za najboljeg redatelja Jerry Zaks
- Best Film Award za najbolji dugometražni igrani film: Jerry Zaks

Pobjede:
- Chlotrudis Award za najboljeg sporednog glumca: Leonardo DiCaprio
- Christopher Award: Jerry Zaks, Scott McPherson, Scott Rudin, Jane Rosenthal, Robert De Niro, Tod Scott Brody i Lori Steinberg
- Golden St. George: Jerry Zaks
- Special Recognition za izvrsnost u snimanju filma